# Eugenia fernandopoana
Eugenia fernandopoana Engl. & Brehmer, Bot. Jahrb. Syst. 54:337,1917, là một loài thực vật thuộc họ Myrtaceae. Loài này có ở Cameroon, Cộng hòa Trung Phi, và Guinea Xích Đạo. Môi trường sống tự nhiên của chúng là rừng ẩm vùng đất thấp nhiệt đới hoặc cận nhiệt đới. Chúng hiện đang bị đe dọa vì mất môi trường sống.